# Bojky
Bojky (též bajky, bojtky) byly lidové příběhy, báje, bajky, anekdoty, satiry a pohádky na Těšínsku ve Slezsku.
Bojky patřily mezi folklorní literární útvary předávané ústní formou, ve kterých se předávaly mezi generacemi lidové tradice, zvyky a ponaučení a také pověry a mýty. Vypravěči, na jejichž podání závisela úroveň bojek v jejich obsah často sami věřili. Těšínské bojky se dají přirovnat k lidovým pověstem a baladám, které sbíral a později zbásnil Karel Jaromír Erben v Kytici.
Těšínské bojky se dělily na horalské, zemědělské a havířské. Četnost bojek se zvyšovala v dobách nejistot a změn. Bojky odrážely touhu prostých lidí po jistotě a řádu daného věky, který pomáhá člověku orientovat se v měnícím se světě. Často obsahovaly rady a napomenutí (aby člověk nechodil blízko vody, v noci do lesa, apod.). Bojky často poukazovaly na nějakou nepěknou nebo nepřijatelnou lidskou vlastnost. Bojky se často vázaly ke konkrétnímu místu, osobě a události a proto jejich životnost byla omezená. Zachovaly se maximálně tři generace.
Nadpřirozené bytosti bojek byly škodící (v horalských a zemědělských) nebo pomáhající – ty pouze u havířů (výstražná znamení, sny, předtuchy).
V Těšínských bojkách se objevovaly tyto postavy:
- Vodník (utopěc, vasermon)
- Mora (Moroň) – žena nebo muž, který měl při narození dva zuby. Chodili dusit lidi nebo stromy v noci po půlnoci.
- Nočnice – drobná světýlka objevující se nad bažinami a svádějící člověka z cesty.
- Fajermun – bezhlavý muž, kterému tryská z krku oheň a svítí mu žebra. Svítil v noci lidem na cestách nebo při práci.
- Střyguň – člověk s ostrýma očima. Při mrknutí očima stříhal ženám v nestřežené chvíli šaty na těle (zvlášť oblíbené v kostele)
- Skřotek – malý mužík, který škodil ve chlévě i v domácnosti
- Černokněžník – černě oděný cizinec, nesmrtelný. Po lidech žádá vejce z černé slepice nebo mléko z černé krávy.
- Čert – zlý, v komických bojkách hloupý
- Čarovnik – člověk spolčený se zlou mocí (často postava komedianta), celkem neškodný.
- Čarovnica – žena ve spojení s čertem, škodí.
- Pustecký – zemní duch v podobě staršího člověka, pomáhal havířům v práci.
- Fontána – zemský duch v podobě světla i člověka.
- Duch – zemřelého kamaráda nebo havíře pomáhal při práci, varoval před neštěstím.
- Antek – postava z veselých bojek, přihlouplý horal, vymóděný.

Bojky zanikly spolu s tím, jak zanikalo těšínské nářečí a typický vesnický život se svými obyčeji a zvyky. Zachovaly se pouze některé, zaznamenané literárními badateli.
Ukázka jedné bojky v podání Anny Šlauerové (61 let) z Bystřice nad Olzou, jak ji vyprávěla literárnímu badateli Karlu Dvořáčkovi v březnu 1934.
„Jedyn roz Maryča i jo my začmili ´Na bařinach´. Už bylo ku věčoru, bezma čmo. Gvizdnij, proši Maryča, gvizdnij na nočnice! Jo gvizdla, boch nevěřila a nočnice už lecom. Roz tam, roz tam jedna vyleči a ku num! My běžely a učekly do šopki a tam my še skryly. Nočnice pod dach nimogom, i objygaly, až my usnuly.“